# كيوستريسكيوس
كيوستريسكيوس (بالفرنسية: Questrecques)‏ هي بلدية تقع في إقليم باد كاليه من منطقة نور با دو كاليه في شمال فرنسا. تبلغ مساحة هذه المدينة 5.84 (كم²)، وترتفع عن سطح البحر 45 م، يبلغ عدد سكانها 360 نسمة حسب إحصاء المعهد الوطني للإحصاء والدراسات الاقتصادية سنة 2009 م. وترأس Jean-Claude Campagne البلدية خلال فترة (2008-2014).